# Bommasamudra, Arsikere
Bommasamudra là một làng thuộc tehsil Arsikere, huyện Hassan, bang Karnataka, Ấn Độ.